# Trypocopris fulgidus
Trypocopris fulgidus är en skalbaggsart som beskrevs av Victor Ivanovitsch Motschulsky 1845. Trypocopris fulgidus ingår i släktet Trypocopris och familjen tordyvlar. Inga underarter finns listade i Catalogue of Life.